# Józef Górczyński
Józef Górczyński (ur. 23 maja 1912 w Radziejowie, zm. 25 listopada 1994) – polski nauczyciel, poseł na Sejm PRL III kadencji, działacz samorządowy.

## Życiorys
Ukończył szkołę powszechną i Państwowe Seminarium Nauczycielskie w Nieszawie. Z powodów braku etatów zatrudniony został po napisaniu osobistego listu do marsz. Józefa Piłsudskiego. Był założycielem a następnie wieloletnim dyrektorem Zespołu Szkół Mechanicznych w Radziejowie. Rezultatem działań społecznych jest m.in. stadion sportowy i Zespół Szkół Mechanicznych w Radziejowie. W 1961 jako bezpartyjny uzyskał mandat posła na Sejm PRL III kadencji. W latach 1980–1984 był radnym Wojewódzkiej Rady Narodowej we Włocławku.
Został odznaczony Krzyżem Komandorskim Orderu Odrodzenia Polskiego, Srebrnym Krzyżem Zasługi i Medalem Komisji Edukacji Narodowej.